# エコール (映画)
『エコール』（仏: Innocence、日本語版の題：仏: École）は、2004年制作の映画。原作はフランク・ヴェデキントの小説『ミネハハ』。

## あらすじ
深い森の中、少女たちが寄宿学校に通いながら生活していた。そこでは異性の姿は無く、バレエの発表会のときのみ外部から客がやってくる。
しかし、少女たちは次第に外の世界への憧れを募らせていく。

## キャスト
- イリス - ゾエ・オークレール
- ビアンカ - ベランジェール・オーブルージュ
- アリス - リア・ブライダロリ
- エヴァ - マリオン・コティヤール
- エディス - エレーヌ・ド・フジュロル

## 日本語字幕
- 加藤リツ子

## 受賞歴
- 2004年 サン・セバスティアン国際映画祭 最優秀新人監督賞[1]
- 2004年 ストックホルム国際映画祭 最優秀作品賞[2]
- 2005年 ゆうばり国際ファンタスティック映画祭 審査員特別賞[3]

## 日本語版の題について
原題は「Innocence」（無垢）だが、日本公開にあたって押井守監督のアニメーション映画『イノセンス』との混同を避けるため、日本語版の題は制作者の了解の下に「École」（学校）と改められた。